# Intendencia de Coquimbo
La intendencia de Coquimbo fue una división político-administrativa de Chile, creada el 23 de septiembre de 1811, por el Primer Congreso Nacional, y que existió hasta 1826, año en que cambia su denominación a provincia de Coquimbo.

## Historia
La intendencia de Coquimbo se origina a través del partido de Coquimbo, denominación creada en 1786 y dependiente de la intendencia de Santiago. En 1811 se segrega parte de esta intendencia para crear la intendencia de Coquimbo teniendo como límite entre ambas al río Choapa. Esta área era regida por un intendente. 
En 1822, se derogan constitucionalmente las intendencias y se crean los departamentos, regidos por un delegado directorial. Se conservan los distritos y cabildos. 
En 1823, la nueva Constitución establece departamentos; delegaciones; subdelegaciones; prefecturas e inspectorias. Se crean municipalidades en cada delegación y en las subdelegaciones que se considere necesario. Los departamentos equivalían a las antiguas intendencias. Las delegaciones equivalían a los antiguos partidos. Las municipalidades equivalían a los antiguos cabildos. 
En 1826, con las leyes federales se establecen 8 provincias. Finalmente, en 1828, se fija constitucionalmente la división de Chile en 8 provincias.
De ese modo, la antigua intendencia de Coquimbo se convirtió en 1826 en la provincia de Coquimbo. Esta última, en 1975, fue transformada en la IV Región de Coquimbo.

## Límites
- Al norte: río Loa,[1] despoblado de Atacama
- Al sur: río Choapa y la intendencia de Santiago

## Organización
La intendencia de Coquimbo era regida por el intendente de Coquimbo, con asiento en la ciudad de San Bartolomé de la Serena, y se dividía en partidos, regidos por subdelegados partidarios.

### Partidos
La Intendencia de Coquimbo estuvo compuesta por los siguientes partidos:
| Partido             | Cabecera                             |
| ------------------- | ------------------------------------ |
| Coquimbo            | Ciudad de San Bartolomé de la Serena |
| Copiapó             | Villa de San Francisco de la Selva   |
| Huasco+             | Villa de Santa Rosa del Huasco       |
| Cuzcúz ++ o Illapel | Villa de San Rafael de Rozas         |

+ segregada de Copiapó y Coquimbo
++ creada a principios del siglo XIX 